# بلدة فيرمونتفيل (ميشيغان)
فيرمونتفيل (بالإنجليزية: Vermontville Township, Michigan)‏ هي بلدة تقع في مقاطعة إيتون (ميشيغان) بولاية ميشيغان في الولايات المتحدة. تأسست عام March 11, 1837، تبلغ مساحتها 94.2 (كم²)، وترتفع عن سطح البحر 286 م، بلغ عدد سكانها 2100 نسمة في عام 2000 حسب إحصاء مكتب تعداد الولايات المتحدة .

## وصلات خارجية
- The US50 - Cities and Towns in Michigan State
- Michigan Cities and Towns, Facts, Map, Flag, Colleges, Government, and More